# Virgen La Bella
Nuestra Señora La Bella, popularmente conocida como la Virgen La Bella, es una advocación de la Virgen María que se venera en la población de Arani, capital de la provincia de Arani, en el departamento de Cochabamba, Bolivia. Su fiesta se celebra el 24 de agosto en las inmediaciones de la Iglesia de San Bartolomé de Arani con una serie de actividades religiosas y folclóricas.

## Historia
La advocación de «La Bella» dada a la Virgen María es originaria de Lepe, sur de España, lugar donde se venera con el título de Virgen de la Bella desde fines del siglo XV. Al Nuevo Mundo llegó esta devoción en el siglo XVI y se sabe, por ejemplo, que hubo una capilla dedicada bajo la advocación de La Bella en Puebla de los Ángeles, México.

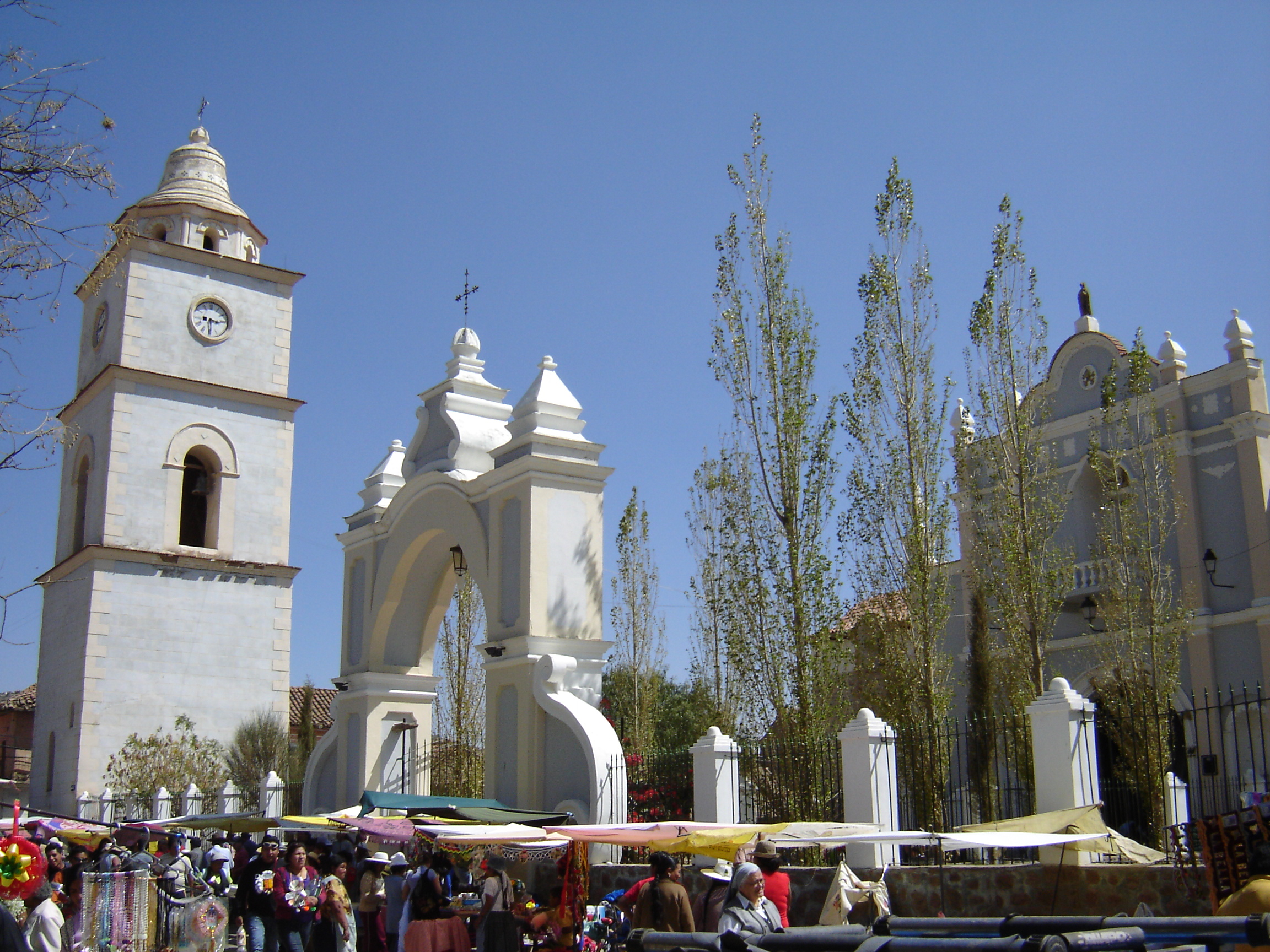
Vista del Santuario de la Virgen La Bella.

Posiblemente, la devoción mariana de La Bella llegó también al Valle Alto de Cochabamba, conocido en ese entonces con el nombre genérico de «Valle de Cliza» (en concreto a la población de Arani), hacia fines del siglo XVI, con los primeros españoles que se asentaron en esta región. Los informes episcopales de mediados del siglo XVII ya dan testimonio del culto y de la existencia de un santuario dedicado a Nuestra Señora La Bella en Arani.
Asimismo, la veneración de la Virgen La Bella en Arani, también, está relacionada con la leyenda y la tradición oral que afirma de la aparición de la Virgen a la orilla del río, y cuya imagen habría quedado plasmada en una piedra que aún hoy se conserva en la capilla de su calvario.

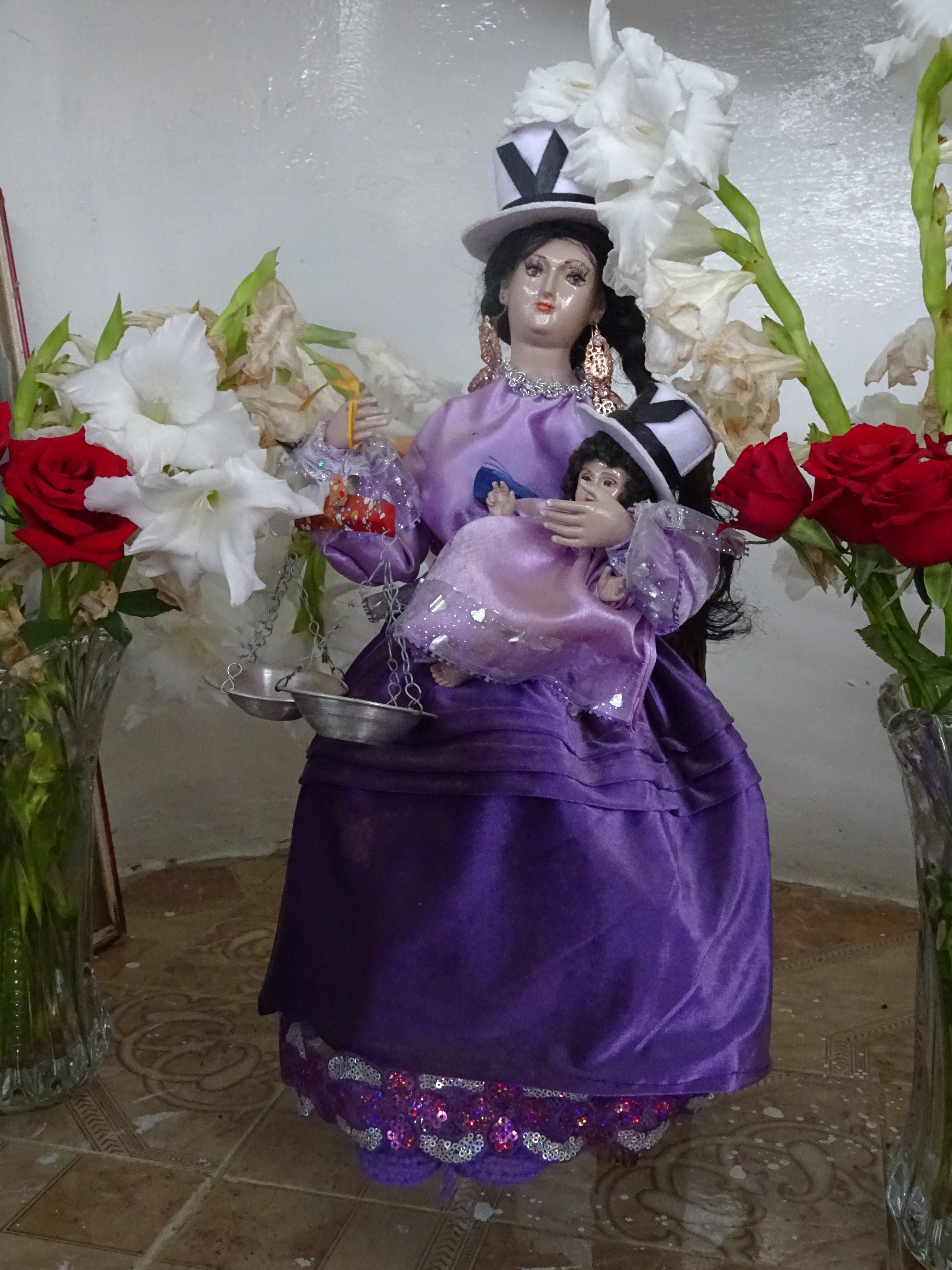
Virgen La Bella con atuendo de chola cochabambina

El templo parroquial de San Bartolomé de Arani, santuario de la Virgen La Bella, guarda en su recinto la imagen tallada en madera y policromada, que presenta un rostro maternal con rasgos autóctonos de una mujer morena. Y, como su nombre indica, es una de las imágenes más bellas de la Virgen María. Según la tradición, la imagen fue llevada de España, pero no existen documentos escritos que certifiquen este hecho.
La advocación mariana de Nuestra Señora La Bella es una de las más antiguas, no solo del Valle Alto sino también de Charcas, actual territorio de Bolivia. Su devoción pronto se difundió y popularizó entre los habitantes del valle cochabambino y entre los viajeros que se dirigían hacia la ciudad de La Plata, las minas de Potosí y al Oriente, ya que por la población de Arani atravesaba uno de los caminos más importantes que comunicaba con estas regiones.
Tradicionalmente, cada 24 de agosto acudían de muchos lugares una gran cantidad de devotos en romería a cumplir sus promesas. La veneración de la «Mamita Bella», llamada así cariñosamente por sus devotos, decayó en afluencia y popularidad desde 1945 a causa de un lamentable accidente ferroviario, donde murieron muchos devotos que regresaban a sus hogares al concluir la fiesta de la Virgen, siendo superado el culto en las últimas décadas por la fiesta de la Virgen de Urkupiña.

## Fiesta
La fiesta de la Virgen La Bella se lleva celebrando desde hace casi cuatrocientos años en la población de Arani. Antiguamente, los peregrinos o devotos acudían a su santuario durante todo el mes de agosto, particularmente los días previos y posteriores al 15 de agosto, fiesta de la Asunción de María y el día 24 de agosto, para cumplir con sus promesas. 
Los peregrinos que acuden a la fiesta de la Virgen La Bella van con la gran esperanza de días mejores, de salud espiritual y de bendiciones en el trabajo y en la producción agrícola.
La organización y celebración actual de su fiesta es muy distinta de otras. Inicia el 23 de agosto con el Calvario, que consiste en una romería y celebración de la Eucaristía en el cerro denominado Calvario, y la compra de miniaturas (terrenos, casas, autos, figuras de animales, etc.) que representan los anhelos de bienestar, salud y progreso económico para las familias. 
El segundo día, 24 de agosto, es propiamente el día de la fiesta, los devotos visitan a la Virgen en el templo, y después de la celebración de la misa participan de la solemne procesión de la imagen de la Virgen La Bella por las calles del pueblo. 
Finalmente, el tercer día, 25 de agosto, es el día de la kacharpaya, la despedida de la fiesta y de los peregrinos del Valle Alto que van al santuario de la Virgen de Surumi, en la provincia Chayanta, norte de Potosí. El último día, también, es la entrada de las diversas fraternidades folklóricas, que bailan por las diferentes calles de Arani en honor de la Mamita Bella.